# Ždrimci
Ždrimci (en cyrillique : Ждримци) est un village de Bosnie-Herzégovine. Il est situé dans la municipalité de Gornji Vakuf-Uskoplje, dans le canton de Bosnie centrale et dans la fédération de Bosnie-et-Herzégovine. Selon les premiers résultats du recensement bosnien de 2013, il compte 766 habitants.

## Géographie
Le lac de Ždrimci est classé parmi les monuments naturels géo-morphologiques de Bosnie-Herzégovine.

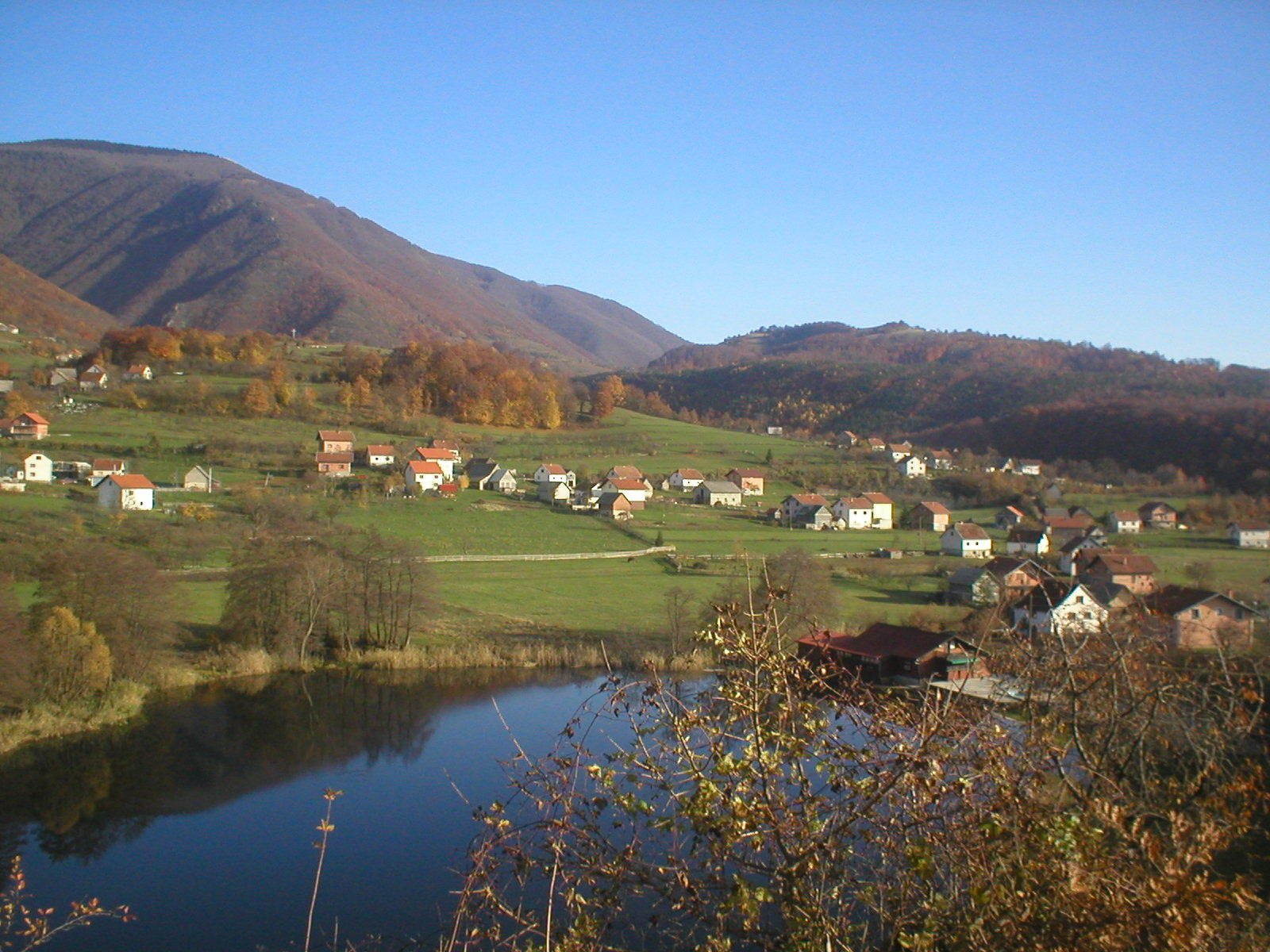
Le lac de Ždrimci

## Démographie

### Évolution historique de la population
| 1948 | 1953 | 1961 | 1971 | 1981  | 1991  | 2013 |
| ---- | ---- | ---- | ---- | ----- | ----- | ---- |
| -    | -    | 748  | 912  | 1 007 | 1 139 | 766  |

|  |

### Communauté locale
En 1991, la communauté locale de Ždrimci comptait 2 076 habitants, répartis de la manière suivante :